# ワンダ・ウィウコミルスカ

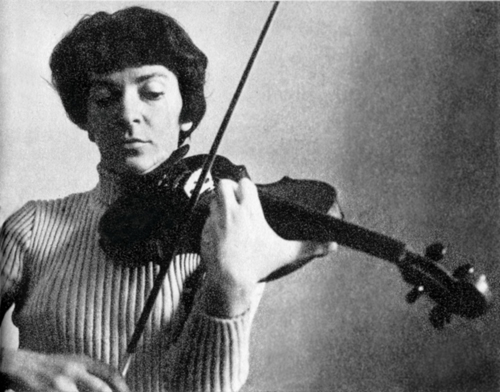
1977年出版の書籍より

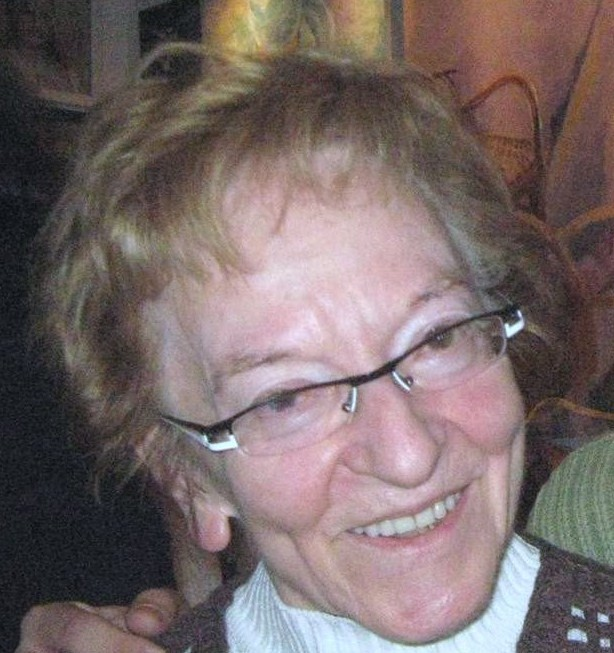
2010年5月15日撮影

ヴァンダ・ヴィウコミルスカ（ポーランド語: Wanda Wiłkomirska, 1929年1月11日 - 2018年5月1日）はポーランドのヴァイオリニスト・音楽教師。古典的なレパートリーと、現代音楽の解釈で名高く、タデウシュ・バイルトやクシシュトフ・ペンデレツキらの作品を含む多くの同時代の音楽の世界初演を行い、現代ポーランドの音楽を世界中に普及させた貢献によりポーランド政府から受勲した。晩年はオーストラリア在住で、1734年製のグァルネリを愛用していた。

## 略歴
父親からヴァイオリンの手解きを受けた後、ウージ音楽院にてイレーナ・ドゥビスカに師事して1947年に卒業する。ブダペスト・リスト音楽院に留学して、イェネー・フバイ門下のエデー・ザトゥレツキに師事して1950年に卒業した。パリで演奏会を行うと、ヘンリク・シェリングに誘われその薫陶を受けた。この間1946年にジュネーヴで、1949年にブダペストで、1950年にライプツィヒで行われたコンクールに入賞してから、ワルシャワでタデウシュ・ヴロインスキに師事して、ヴィエニャフスキ国際ヴァイオリン・コンクールへの出場に向けて準備を整えた。1952年12月の本選では、カロル・シマノフスキの《ヴァイオリン協奏曲 第1番》を初めて演奏し、ユリアン・シトコヴェツキーと準優勝を分け合っている（優勝者はイーゴリ・オイストラフであった）。
1955年に、再建されたワルシャワ・フィルハーモニー協会コンサートホールの落成式で、ヴィトルド・ロヴィツキ指揮のワルシャワ国立フィルハーモニー管弦楽団と共演した。同管弦楽団の首席ソリストに選ばれてから、ロヴィツキのほかにスタニスワフ・ヴィスウォツキやアントニ・ヴィットらの指揮者のもと、世界中でこのオーケストラと共演してきた。それ以来、五大陸の50ヵ国以上で演奏旅行を行い、アメリカ合衆国やカナダにも訪れて熱狂的な歓迎を受けた。1960年代と1970年代には、年間で平均100回の演奏会を行っている。1969年に、後の移住先であるオーストラリアで37回の演奏会を行い、高い評価を受けた。1973年には、ジェフリー・パーソンズとの共演により、ヴァイオリニストとして初めて、新設されたばかりのシドニー歌劇場でリサイタルを開いた。1976年には、ロンドンのバービカン・センター音楽ホールの杮落としでエーリヒ・ラインスドルフの指揮によりベンジャミン・ブリテンの《ヴァイオリン協奏曲》を演奏した。 
ソリストとしてはこれまでに世界各地で、ニューヨーク・フィルハーモニックやクリーヴランド管弦楽団、ハレ管弦楽団、ロイヤル・フィルハーモニー管弦楽団、スコットランド室内管弦楽団、ロイヤル・コンセルトヘボウ管弦楽団、ライプツィヒ・ゲヴァントハウス管弦楽団、ベルリン・フィルハーモニー管弦楽団、シドニー交響楽団などの主要なオーケストラと共演している。また、オットー・クレンペラーやパウル・ヒンデミット、パウル・クレツキ、ジョン・バルビローリ、ピエール・ブーレーズ、ズービン・メータ、クルト・マズアといった指揮者と共演を重ねてきた。レナード・バーンスタインとは芸術的な意見の相違から、二度と共演することはなかった。
室内楽奏者としても活動しており、姉妹のマリアや兄弟のカジミェジュとともに「ウィウコミルスカ三重奏団」としてしばしばピアノ三重奏曲を演奏している。またクリスティアン・ツィメルマンやダニエル・バレンボイム、キム・カシュカシアン、ミッシャ・マイスキーらと室内楽の演奏で共演している。ギドン・クレーメルやマルタ・アルゲリッチとは、それぞれの主宰する音楽祭でも共演している。
ポーランドの政治家ミェチスワフ・ラコフスキと結婚して2男を儲けたが、後に離婚した。息子のうち一人はオーストラリアに移住している。ポーランドでまだ戒厳令が敷かれていた1982年に西欧で演奏旅行を行い、最後の演奏を終えるとポーランドへの帰国の拒否を宣言し、息子の一人であるアルトゥールも西ドイツに亡命した。1983年にハイデルベルク・マンハイム高等音楽学校の学部長に着任してからは、後進の指導にも情熱を注いできた。1999年よりシドニー音楽院の教員となり、2001年2月よりメルボルンのオーストラリア国立音楽アカデミーでも教鞭を執っている。欧州と豪州の2大陸を行き交い、オーストラリアの音楽界に関わりながら、ヨーロッパで演奏会やマスタークラス、コンクールに携わっていた。
モスクワや東京、ロンドン、ミュンヘン、ウィーン、グラーツ、ハノーファー、ゴリツィア、ポズナニ、クラクフ、ウッジ、ルブリンで開催される音楽コンクールで審査員を務めた。
2018年5月1日にこの世を去った。89歳没。

## 初演作品
これまでに、グラジナ・バツェヴィチの《ヴァイオリン協奏曲 第5番》（1951年）や《ヴァイオリン協奏曲 第7番》（1979年）、バイルトの《表現》（1959年）やアウグスティン・ブローフの《対談》（1966年）、ペンデレツキの《奇想曲》（1968年）、ズビグニェフ・バルギエルスキの《ヴァイオリン協奏曲》（1977年）、ズビグニェフ・ブヤルスキの《ヴァイオリン協奏曲》（1980年）、ロマン・マチェイェフスキの《ヴァイオリン・ソナタ》（1998年）、ヴウォジミェジュ・コトィンスキの《ヴァイオリン協奏曲》（2000年）の世界初演を行ってきた。

## 録音
1968年より、ニューヨークのコノワッシュール・ソサイティ・レコード社のために録音を開始し、そのうちいくつかではピアニストのアントニオ・バルボサと共演した。しめて12枚のアルバムが発表され、1972年と1974年に受賞している。このほかにドイツ・グラモフォンやEMI、フィリップス・レコードなどのレーベルに録音している。これまで録音されたレパートリーは、アッコーライ、バツェヴィチ、バッハ、バイルト、バルギエルスキ、バルトーク、ベートーヴェン、アウグスティン・ブロッホ、ブラームス、ブヤルスキ、ダンクラ、ディーリアス、セザール・フランク、ヘンデル、カルウォーヴィチ、ハチャトゥリアン、クライスラー、ムソルグスキー、プロコフィエフ、ラフマニノフ、ラヴェル、ショスタコーヴィチ、シマノフスキ、チャイコフスキー、ヴィオッティ、ヴィエニャフスキなどである。